# Kaloula picta
Espèce
Synonymes
- Plectropus pictus Duméril & Bibron, 1841

Statut de conservation UICN

 LC  : Préoccupation mineure
Kaloula picta est une espèce d'amphibiens de la famille des Microhylidae.

## Répartition
Cette espèce est endémique des Philippines.

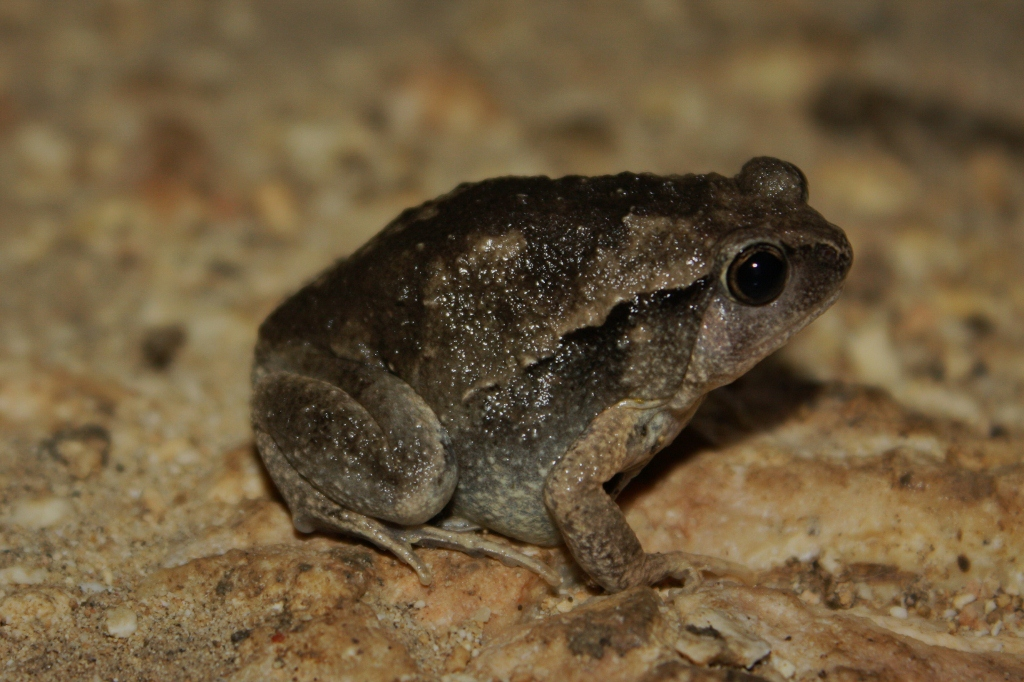

## Publication originale
- Duméril & Bibron, 1841 : Erpétologie générale ou Histoire naturelle complète des reptiles, vol. 8, p. 1-792 (texte intégral).